# Dafne (nimfa)

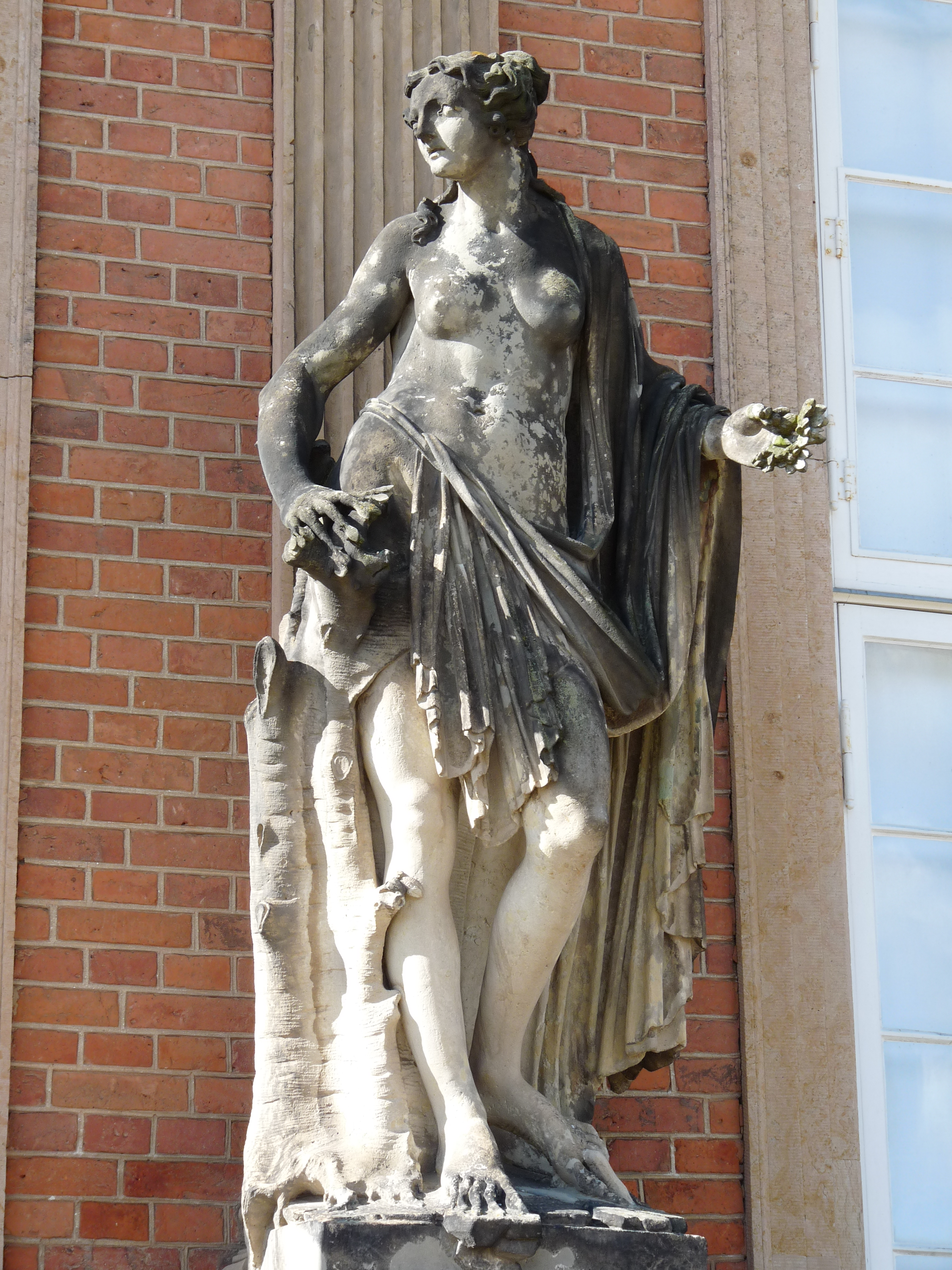
Estàtua de Dafne

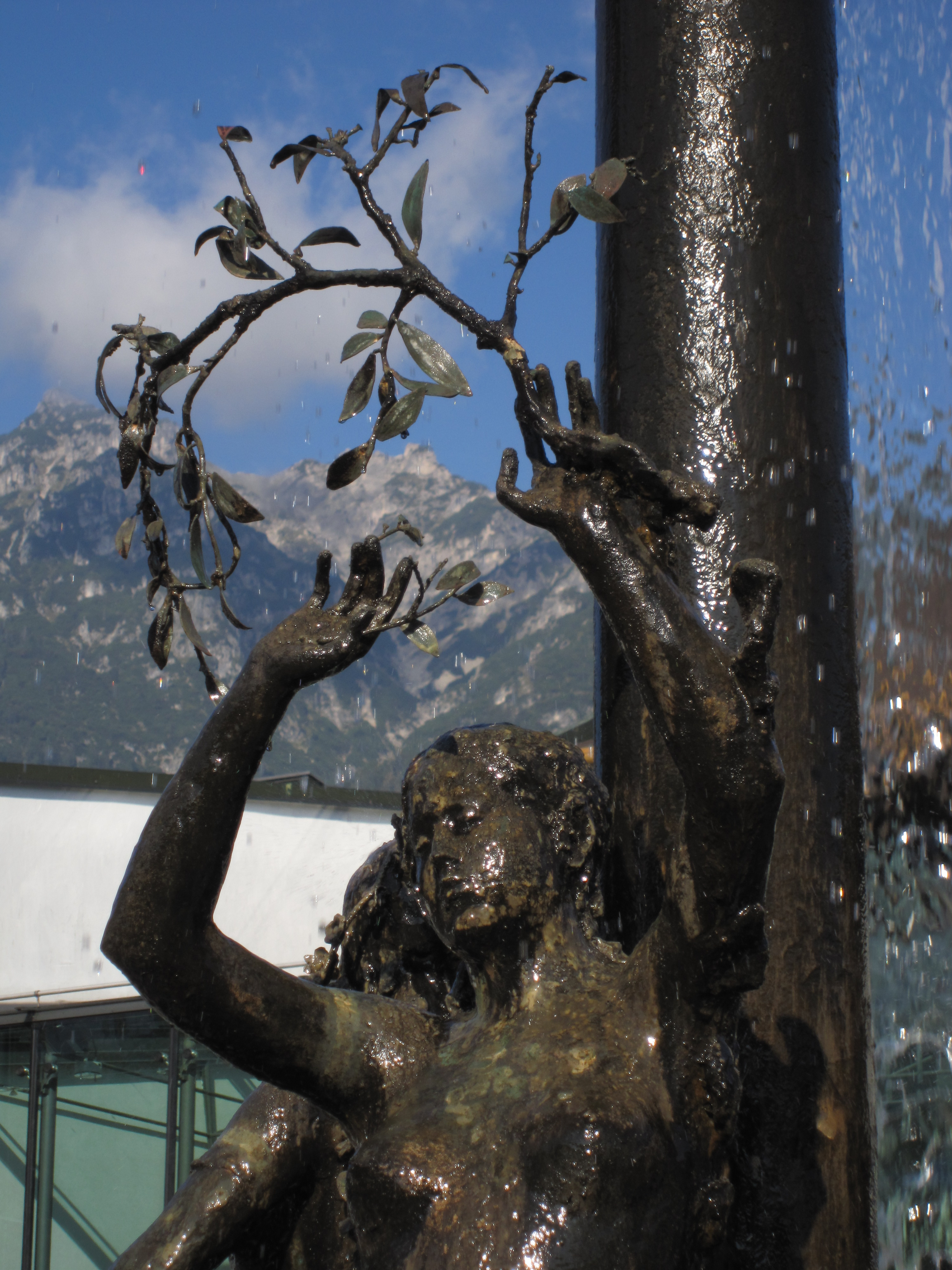
Transformació de la nimfa Dafne en llorer

Dafne (en grec antic: Δάφνη, 'Daphne'), era filla del déu riu Peneu de Tessàlia i de Creüsa. o segons altres fonts filla de Ladó. Va ser una nimfa dels boscos (una dríada) mitològica, que a més era sacerdotessa de Gea, la deessa de la fertilitat de la terra.

## Llegenda

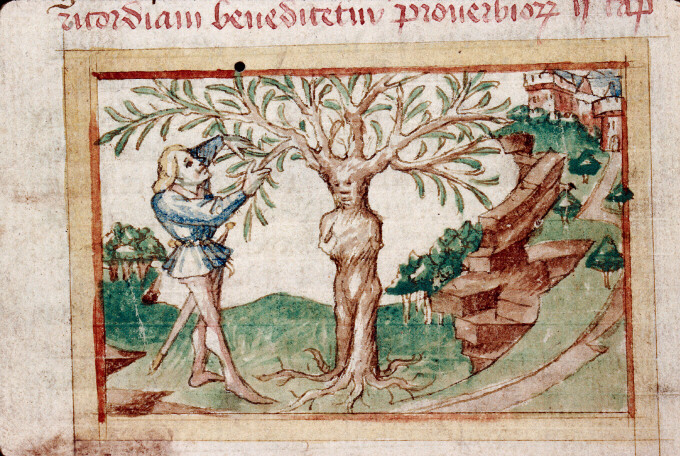
Apol·lo i Dafne en la il·lustració d'un llibre del segle XV

Segons la mitologia grega, després que Apol·lo, el símbol de la bellesa masculina, es burlés de les fletxes d'Eros, aquest va decidir venjar-se, i li va clavar una fletxa amb la punta d'or a Apol·lo, perquè s'enamorés de Dafne, i a ella li va clavar una fletxa amb la punta de plom, perquè es tornés insensible a l'amor.
Apol·lo, bojament enamorat de Dafne, no parava de perseguir-la, però ella el defugia. Quan Apol·lo estava a punt d'atrapar-la, Dafne va implorar ajut a la mare terra. Gea va obrir la terra sota els seus peus i la va convertir en arbre. Segons una altra versió a qui Dafne va demanar empara va ser al seu pare Peneu, i aquest la va convertir en un llorer. Apol·lo, trist i resignat, va decidir que, ja que no podia ser la seva esposa seria el seu arbre, i va convertir el llorer en el seu símbol, i des d'aleshores sempre portava una corona de llorer.

## Reflexions sobre el mite

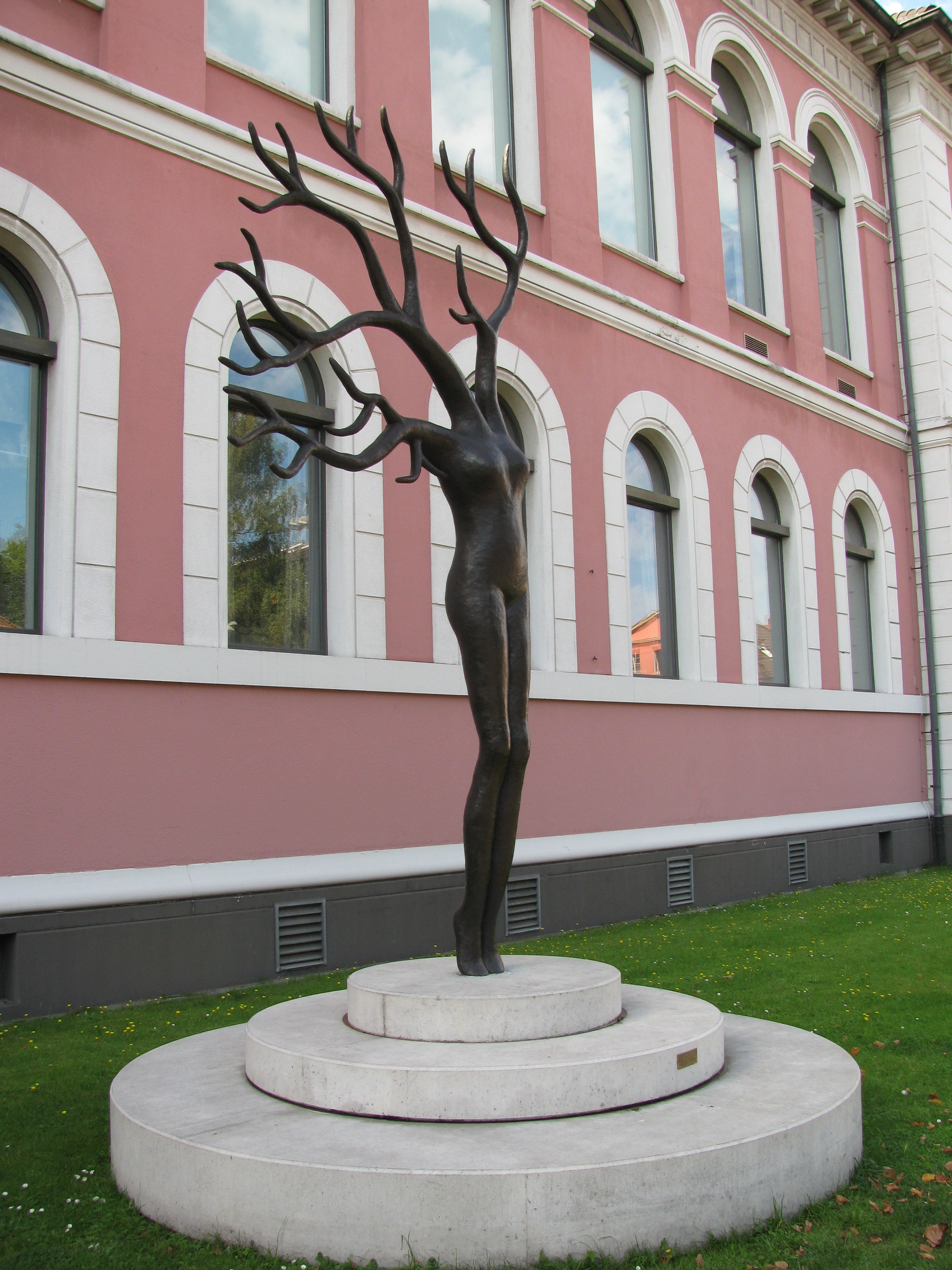
Dafne en un museu de ciències naturals

A partir d'aquesta història, a Grècia es va fer servir la corona de llorer com a símbol de la victòria d'un atleta al Jocs Pítics, unes competicions esportives en honor d'Apol·lo.
Ovidi va recrear la llegenda al mode de dos amants fent-se retrets, al mode de la poesia elegíaca.
Segons l'antropòloga freudiana Géza Róheim, el motiu pel qual la nimfa rebutjava a Apol·lo era que, com es dedueix de l'expressió Artemis Daphnaia, eren germans. De la mateixa opinió és Joseph Fontenrose, ja que deduir que Àrtemis i Dafne eren parella seria massa simplista.
Parteni de Nicea va escriure Ἐρωτικὰ Παθήματα (Erotica Pathemata, 'Sobre els patiments de l'amor'), narrant el mite i fent incís en el desig de Dafne per mantenir-se verge. Parteni coneixia la llegenda per haver-la llegit en una obra de Filarc, el qual havia recollit la narració de Pausànies. En la versió de Parteni, Dafne no és una nimfa sinó una noia aficionada a anar de cacera pel bosc i determinada a mantenir-se verge. Dafne és perseguida per un jove anomenat Leucip, el qual accepta les condicions de la noia per tal de poder-se unir al grup de noies caçadores que ella liderava. Leucip aconsegueix guanyar-se un afecte innocent per part de la noia, però el déu Apol·lo, n'està gelós i es fica dins el cap de Dafne perquè pari de banyar-se nua al costat de Leucip al riu Ladó. Però la noia no li fa cas i, com en el mite de Cal·listo, Leucip intenta excedir-se i ella, per defensar-se el mata amb una de les seves fletxes. En aquell moment es presenta Apol·lo per consolar-la i al mateix temps aconseguir satisfer la seva luxúria. Ella desesperada demana ser transformada en llorer.
Encara que la llegenda de Dafne s'ha relacionat tradicionalment a l'arbre Laurus nobilis, hi ha unes 90 espècies arbustives de fulla perenne agrupades sota el nom del gènere Dafne. Algunes d'aquestes plantes fan flors i baies verinoses, la Dafne pirinenca és emprada en la realització de corones de flors, la Daphne mezereum es fa servir per guarnir en centres florals al febrer, Daphne laureola usat en jardineria.

## Temples dedicats a Dafne
Artemis Daphanaia

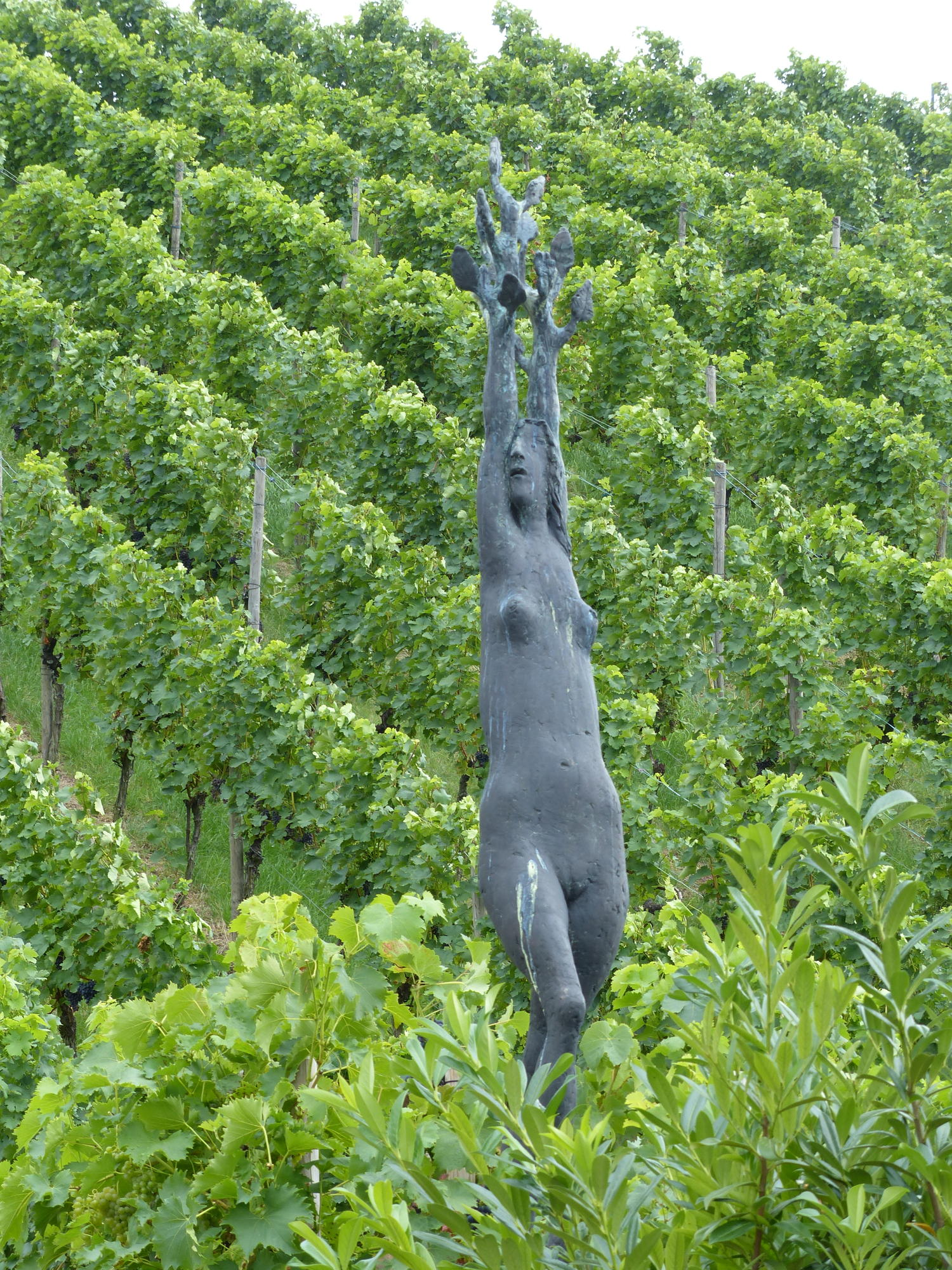
Escultura de Dafne

Tenia un temple que li van dedicar els lacedemonis, amb la inscripció Artemis Daphanaia, en un lloc anomenat Hypsoi. En temps antics es creia que el bosc de llorers que creixia als peus de Mont Cnacadion, a prop de la frontera d'Esparta era el bosc sagrat on habitava.
Temple d'Apollo Daphnephoros
En una excavació arqueològica a Erètria es van trobar les restes d'un temple amb la inscripció Apollo Daphnephoros que es podria traduir com «Apol·lo el qui carrega amb Dafne» o «Apol·lo el qui carrega amb el llorer», ja que la paraula grega δάφνη ('dafne') vol dir 'llorer'. En altres inscripcions del mateix temple es llegeix «lloc on els ciutadans venen a prendre juraments».

## En treballs musicals

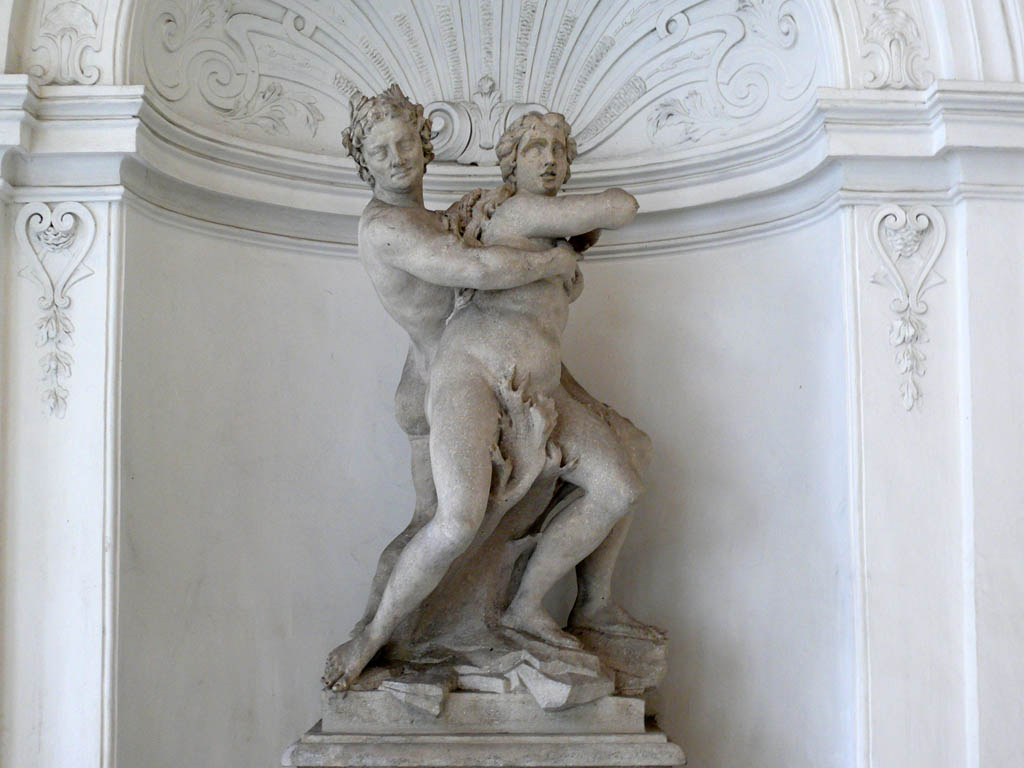
Dafne agredida per Apol·lo

El mite ha inspirat els músics per escriure aquestes òperes: 
- La Dafne (1594), amb música de Marco da Gagliano i text d'Ottavio Rinuccini.
- Dafne (1598), composta per Jacopo Peri i Jacopo Corsi, amb text d'Ottavio Rinuccini.
- Die Dafne (1627), òpera perduda amb música de Heinrich Schütz i text de Martin Opitz, a partir d'una traducció del llibret de Rinuccini.
- Daphne (1938), amb música de Richard Strauss, basada en les narracions d'Ovidi i Eurípides.